# Parallele (Musik)
Der Begriff Parallele hat in der Musik die folgenden Bedeutungen:
- Die auf- oder abwärtsführende melodische Bewegung zweier Stimmen in gleichbleibenden Intervallen. Siehe Gleiche Bewegung.

- Ein harmonisches Verwandtschaftsverhältnis zwischen Akkorden bzw. Tonarten. So sind z. B. C-Dur und a-Moll Paralleltonarten.